# منظمة جوهنايتر الخيرية
انفال هيلف وتسمى أيضا ب (die johanniter) وهي منظمه انسانية تطوعيه تنتمي إلى براندنبورغ تم اشائها في 1952 في هانوفر تحت قيادة رودولف كريستوف فرايهر فون غيرسدورف كان أحد الاسباب الرئيسية لإنشائها هو ارتفاع اصابات ووفيات حوادث الطرق. تشارك هذه المنظمة مجهودها في مساعدة الدولية مع المنظمات الشقيقة في البلدان الأخرى كما انها تعمل مع خدمة الإغاثة الألمانية المالطيه وتنتمي إلى منظمة فرسان مالطة العسكرية الكاثولكية في عام 2017 كتن لدى المنظمة 37000 متطوع نشط واعضاء شباب وما يقلرب ال 1300000 عضو مسجل
من بين التطورات الاخيرة لهذه المنظمة في ألمانيا فقد انشئت مجموعات محلية واقليمية تقدم خدمات استجابهاولية على ظهر حصان.

## فروع المنظمة

### ألمانيا
تم تنظيم هذه المنظمة في تسعة فصول رسمية والتي تضم أكثر من 200 جمعيه على مستوى المنطقة والمستوى المحلي لديها حوالي 22000 موظف بدوام كامل ودوام جزئي ويدعكها ما يقارب 1.3 مليون مانح مالي
تم اعتماد brandenburg bai;iwick كمستلم للتبرعات من المعهد المركزي الألماني للشؤون الاجتماعيه وهي منظمه خاصه مقرها برلين
موظفوا ا الخدمة المدنيه عامل اخر ساهم في نجاح المنظمة اقتصاديايشارك أكثر من10000 طفل وشاب في فرع المنظمة للشباب فرع الشبا هذا هو عضو في اتحاد الشباب الانجيلب في ألمانيا وايضا في الحركة الأوروبية الالمانيه
منذ 2017 د.فرانك يورجين وايز هو رئيس المنظمة.

### لنمسا
تأسست johanniter unfall hilfe في النمسا في 21 يونيو 1974 في فيينا حيث قامت اولا بنقل المرضى مع الصليب الاحمر النمساوي اليوم هي عضو في جمعية الإسعاف فيينا أكبر اربع خدمات إسعاف في فيينا الصليب الاحمر العمال السامريون بوند النمسا juh and malteser hilfsdienst
اماكن تقديم الخدمة فيينا اورث ان دير دوناو تيرول وكارينثيا هذه المناطق لها تركيز مختلف بالرغم من ذلك.
في حين ان juh في فيينا مكلف في المقام الأول بخدمة الطوارئ الطبية يعمل جوهانترز في تيرول بشكل رئيسي مع التمريض المنزلي ونقل المرضى توجد خدمة تمريض خاصة في فيينا.

### بولندا
نشط براندبورغ ياليويك من وسام القديس جون للأكثر من 20 عاما في جوار بولند حيث انشأت 21 نقطه رعاية اجتماعيه في سياق التوسع شرقا للإتحاد الأوروبي في عام 2004.
تأسست منظمة الإغاثة joannici dzielo pomocy التي أصبحت نشطه في 31 اغسطس2004 بالتعاون مع مؤسسة johanniter البولندية عام 2003
وتشارك في المقام الأول في خدمات الإسعاف والتمريض وعمل الشباب.
منذ تأسيسها سجلت joannici dzieto pomocy نموا مستمرا يعتقد انه مستمر بسبب الطلبات في دورات الاسعافات الاولية

## مهام الجمعي
ربطت juh نفسها بالمؤسسة الخيرية المسيحية كعمل من اجل وسام القديس يوحنا يرى التحدي في احتياجات الناس ومختطره الدافع الرئيسي هو المساعدة الإنسانية.
وتشمل المهام القانونية للمنظمة juh :
1. التدريب: يشارك juh في تدريب الاسعافات الاولية العامه على سبيل المثال لمرشحي رخصة القيادة للشركات وما إلى ذلك وكذلك في تدريب خاص للممرضات وفنيي الطوارئ الطبية.

1. الخدمات الطبية الطارئة: تدير juh 210 محطة اسعاف في ألمانيا مجهزة بسيارات اسعاف لنقل المرضى وسيارات اسعاف للطوارئ ومركبات طبيب الطوارئ.

1. الدفاع المدني والاغاثه من الكوارث: تتضمن هذه المهمة الاستجابة للكوارث الكبرى لذا فإن juh يدير المركبات والمحطات التي توفرها الحكومة الفيدرالية وحكومات الولايات في ألمانيا يتم التعامل مع هذه المهام بشكل رئيسي من قبل افراد متطوعيين تستند جميع اسراب الكلاب للبحث والإنقاذ على المتطوعين.

1. الرعاية الاجتماعية: توفر juh الرعاية للأطفال والشباب (أيضا من خلال تدريب المستجيبين الاوائل في المدارس) للمعوقين والمسنين انهم يديرون المراكز الاجتماعيه ورياض الأطفال والمؤسسات الثابتة للمسنين واجهزة الإنذار الطبية في عام 2005 تم إنشاء أول تكية ثابتة بالإضافة إلى توفير تزلج متنقل علاوة على ذلك يشارك juh في رعاية مرضى الخرف ودعم الاقارب.

1. المساعدة الدولية: تعمل براندنبروغ بايليويك من وسام القديس يوحنا في 30 دولة حول العالم وبالتالي يعتمد العلاج الطبي على تجربة juh في ألمانيا وهذا يؤدي إلى المهام الاساسية لل juh في الخارج: الإغاثة الطبية استجابة للكوارث ودعم استعادة الحياة اليومية المدنية في مناطق الازمات وانشاء الرعاية الصحية والتدريب الطبي وتعزيز المهارات ومكافحة الامراض المعدية والاوبئة وعلاج العظام للمعوقين وجرحى الحرب يبقى التركيز عل الرعاية الصحية الاساسية للناس في المناطق المتأثرة بالكوارث وغيرها من العالم بالتعاون مع الدفاع الندني القبرصي تم تشكيل التعاون الأوروبي للمساعدة الفنية والغرض منه هو تشغيل فريق المساعدة والدعم التقني.

juh هي جمعيه خيرية مسله وفقا للقانون الألماني وهي جمعيه داخل الكنيسة الانجيلية في ألمانيا وهي منظمة اغاثه طوعيه معترف بها للكنيسة الانجيلية في ألمانيا وهي منظمة اغاثه طوعيه معترف بها من اتفاقية جنيف الأولى وفقا للماده 26 في 12 أغسطس 1949.